# Mela (Córsega do Sul)
Mela é uma comuna francesa na região administrativa de Córsega, no departamento de Córsega do Sul. Estende-se por uma área de 4,63 km². 